# Progresus Invest Holding
Progresus Invest Holding je mezinárodní investiční skupina. Základem jejích aktivit je realitní podnikání, které stojí na výrobě dřevostaveb, developmentu udržitelných rezidenčních projektů a industriálních nemovitostí. Další investice směřují do IT, vývoje přírodních doplňků stravy, práva, insolvence a vývoje udržitelných stavebních materiálů.  Ve svém portfoliu sdružuje přes 50 firem včetně největšího českého výrobce dřevostaveb RD Rýmařov.

## Historie
Skupinu v únoru 2021 založil investor a právník Lukáš Zrůst, odborník v oblasti řízení podniků a insolvenčního práva, a Lukáš Foral, investor a investiční partner se zaměřením na fondy a developerské projekty.
V roce 2021 skupina Progresus získala v Praze a jejím okolí pozemky o celkové výměře 1,5 mil. m². Na nich se v průběhu šesti let chystá vybudovat tři udržitelné developerské projekty na bázi dřevostaveb. Očekávaný obrat z jejich prodeje by se měl pohybovat kolem 25 mld. Kč.
V prosinci roku 2022 skupina Progresus oznámila vstup do světa logistiky, když zahájila spolupráci s německým GARBE Real Estate CEE specializujícím se na logistické a průmyslové nemovitosti. Prvním společným projektem bude výstavba industriální haly v průmyslové části Verne u Klášterce nad Ohří o celkové ploše 20 815 metrů čtverečních.

## ESG
Zakladatelé holdingu od začátku kladou důraz na společensky ohleduplné a dlouhodobě udržitelné investice a podnikání. V rámci tzv. ESG strategie plánují aktivně přispívat ke snižování uhlíkové stopy a rozvoji dostupného a udržitelného bydlení – například využíváním dřeva jako obnovitelného stavebního materiálu, který efektivně pohlcuje CO2.

## CSR
V roce 2022 se investiční skupina Progresus stala partnerem 56. ročníku Mezinárodního filmového festivalu v Karlových Varech. V rámci podpory české kultury uzavřela skupina partnerství s festivalem na dobu tří let.
Progresus rovněž navázal spolupráci s Českou filharmonií, když podpořil vzdělávací program Společný orchestr, který spojuje hráče profesionálního filharmonického orchestru s žáky základních uměleckých škol.
V prosinci roku 2022 se skupina Progresus stala generálním partnerem filmu Děti Nagana, jehož režisérem je Dan Pánek a který vstoupil do českých kin 22. února 2023.
Progresus dále finančně podporuje například Mezinárodní cenu vévody z Edinburghu (DofE), světově uznávaný program, který motivuje mladé lidi ke komplexnímu osobnímu rozvoji.

## Investiční oblasti

### Realitní development

#### Rezidenční development
Skupina Progresus v současnosti plánuje v Praze a jejím okolí na pozemcích o celkové výměře 1,5 milionu m² postavit tři udržitelné projekty rezidenčního bydlení. Půjde o celé čtvrti s širokou občanskou vybaveností v podobě škol, restaurací, venkovních sportovišť, komunitních center a zeleně.  Progresus v projektech plánuje kombinovat osobní vlastnictví a družstevní bydlení.

#### Industriální development
Vedle rezidenčního developmentu Progresus investuje také do segmentu industriálních nemovitostí. Společně s německým GARBE Real Estate CEE vybuduje průmyslovou halu GARBE PARK CHOMUTOV II v průmyslové zóně Verne u Klášterce nad Ohří s užitnou plochu přesahující 20 tisíc metrů čtverečních. Hodnota projektu dosáhne zhruba 30 milionů eur, kolem 730 milionů korun. Skupina Progresus zajistí majoritní financování celého projektu. Projekt má vyniknout vysokými ESG standardy.

### Výrobní průmysl

#### RD Rýmařov
RD Rýmařov, s.r.o. je největší český výrobce rodinných montovaných domů na bázi lehké prefabrikace dřeva v ČR. Společnost byla založena v roce 1968, kdy získala licenci od německé firmy OKAL – Otto Kreinbaum.
Firma staví rodinné domy na klíč a současně dodává dřevostavby i pro rezidenční developerské projekty v České republice a v zahraničí. Za celou dobu svého působení má firma na kontě víc než 25 000 realizovaných staveb.
V nabídce RD Rýmařov je víc než 30 typových domů, které charakterizuje rychlost výstavby, zdravotní nezávadnost používaných materiálů a energetická úspornost. RD Rýmařov se mimo jiné ve spolupráci s ČVUT podílí na vývoji technologie TiCo – prefabrikovaného stavebního systému pro bytové domy, který kombinuje dřevěné panely s betonovou nosnou konstrukcí.
Firma podporuje udržitelné hospodaření se dřevem a vzdělávání v této oblasti. V rámci svých CRS aktivit je zapojená například do projektu Čtení pomáhá přírodě.
V roce 2020 společnost RD Rýmařov koupil Lukáš Zrůst. Na financování se tehdy částečně podílela skupina SIKO rodiny Valových poskytnutím krátkodobé půjčky. V roce 2021 pak Lukáš Zrůst společně s Lukášem Foralem založili investiční skupinu Progresus, do jejíhož portfolia RD Rýmařov začlenili.

#### Mykilio
Progresus se prostřednictví své dceřiné značky Mykilio podílí na výzkumu, využití a pěstování podhoubí, tzv. mycelia. To se dá používat například jako stavební izolační materiál, má stejné vlastnosti jako třeba polystyren, jde však o udržitelnou variantu.
Mycelium se používá i v módním průmyslu a bytovém designu. Ve spolupráci se studiem LLEV se Mykilio podílelo například na experimentální tvorbě designových výrobků z foukaného skla, pro které byly použity biodegradabilní formy z pilin a mycelia.

#### Harmonelo
Společnost Harmonelo vyrábí probiotické doplňky stravy vyvinuté na základě výzkumu molekulárního biologa Petra Ryšávky. Zaměřuje se na analýzu mikrobiomu a navržení individuálních probiotik na míru. Většina produktů Harmonelo je na bázi rozpustné vlákniny z čekanky a má pomáhat obnově střevního mikrobiomu.

### Správa investic

#### Progresus RD Rýmařov Invest
Společnost Progresus RD Rýmařov Invest, a.s. se zaměřuje na investice v rámci českého realitního trhu. V červenci roku 2022 vydala společnost dluhopisový program, v rámci kterého může po dobu 10 let vydávat jednotlivé emise dluhopisů o maximálním objemu vydaných a nesplacených dluhopisů ve výši 3 mld. Kč.
V současnosti společnost vydala šest emisí se splatností od dvou do sedmi let a ročními výnosy od 7,2 do 9,5 procenta podle délky dluhopisu. Jedna z emisí je eurová. Výnos z dluhopisů má zajistit financování projektů skupiny Progresus a rozvoj RD Rýmařov, o kterou se dluhopisový program opírá.
V minulosti skupina Progresus realizovala v rámci RD Rýmařov Invest Develop, a.s. dluhopisový program, ve kterém vydala dluhopisy za celkem 324 milionů Kč. Výtěžek směřoval na investice do výrobního závodu RD Rýmařov a na akvizici pozemků pro development. Tento dluhopisový program skončil v červnu 2022 a byl nahrazen novým programem.

### Právní služby

#### KONREO
Společnost KONREO, v.o.s. vykonává činnost insolvenčního správce a insolvenčního správce se zvláštním povolením. Mimo jiné vykonává i funkci likvidátora. V minulosti se KONREO stalo insolvenčním správcem například strojírenské skupiny Vítkovice Heavy Machinery nebo internetového e-shopu s módou ZOOT.

### Farmaceutický průmysl

#### Medi Pharma Vision
Společnost Medi Pharma Vision, s.r.o. se zabývá výzkumem a výrobou potravinových doplňků a farmaceutických produktů, zejména probiotik. Výzkum je vedený molekulárním mikrobiologem Peterem Ryšávkou, jehož tým přivedl na trh například probiotický doplněk stravy Probione.